# دورنیه دو ۱۹
دورنیه دو ۱۹ (به انگلیسی: Dornier_Do_19) یک هواگرد از نوع بمب‌افکن سنگین ساخت شرکت دورنیه فلوکتسایک‌ورک در آلمان است. هواگرد دورنیه دو ۱۹ نخستین پروازش را در ۲۸ اکتبر ۱۹۳۶ میلادی انجام داد. برنامه ساخت این هواگرد در نهایت لغو گردید. در مجموع، تعداد ۳ فروند از این هواگرد ساخته شده‌است.